# Jorge Guerricaechevarría
Jorge Guerricaechevarría, född 1965, är en spansk manusförfattare.
Han har gjort åtskilliga filmer med Álex de la Iglesia, men även flera med Daniel Monzón. För filmen Cell 211, regisserad av Monzón, erhöll han Goyapriset för bästa manus 2009.

## Filmografi (i urval)
- 1995 – El día de la bestia
- 1997 – Köttets lustar
- 2006 – The Kovak Box
- 2009 – Cell 211
- 2020 – 30 Coins (TV-serie)
- 2024 – Klanerna (TV-serie)
- 2024 – 1992 (TV-serie)